# Osztrák labdarúgó-válogatott
Az osztrák labdarúgó-válogatott Ausztria nemzeti csapata, amelyet az Osztrák labdarúgó-szövetség (Németül: Österreichischer Fußball Bund) irányít. Eddig hét alkalommal sikerült kijutniuk labdarúgó-világbajnokságra, legutóbb 1998-ban. Legjobb eredményük egy harmadik helyezés 1954-ből. Az Európa-bajnokságon először 2008-ban szerepeltek, amikor Svájccal közösen voltak a torna házigazdái. A 2016-os Eb-n és a 2020-as Eb-n is részt vettek. Utóbbin a nyolcaddöntőig jutott a csapat, ami az osztrák válogatott történetének eddigi legjobb Eb-szereplése.

## A válogatott története

### A kezdetek
Az Osztrák labdarúgó-szövetséget 1904. március 18-án alapították az Osztrák–Magyar Monarchián belül.
Az osztrák labdarúgásnak a Bécsben élő britek adták meg a kezdőlökést. Első hivatalos válogatott mérkőzésén 1902-ben az osztrák csapat 5–0-ra verte Magyarország válogatottját. Az Anglia-Skócia összecsapás után ez a világ második leggyakoribb nemzetközi mérkőzése. Az 1930-as évekre Európa meghatározó válogatottjai közé tartoztak és ekkor nevezték el őket Wunderteam-nek, azaz csodacsapatnak. A csapat legnevesebb játékosa Matthias Sindelar volt. 1931. október 16-án Ausztria volt az első európai válogatott, mely legyőzte Skóciát.

### A csodacsapat (Wundermannschaft)

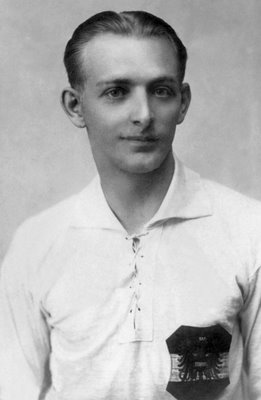
Matthias Sindelar

Akárcsak Magyarországon az Aranycsapat, Ausztriában is volt egy rövid fénykora a labdarúgó válogatottnak, mégpedig 1931 és 1932 folyamán. Ebben az időszakban 14 mérkőzésen maradtak veretlenek. Nagyarányú győzelmeket arattak, így Skócia ellen 5–0, Németország ellen 6–0 és 5–0, Svájc ellen 8–1, Magyarország ellen 8–2 arányban. 1934 nyaráig 30 mérkőzésen 101 gólt lőttek a játékosok, a világbajnokság favoritjának kiáltották ki őket.
Az 1934-es labdarúgó-világbajnokságon végül a negyedik helyen végeztek, miután az elődöntőben 1–0-s vereséget szenvedtek Olaszország ellen, majd a harmadik helyért rendezett mérkőzésen Németország ellen maradtak alul 3–2 arányban.
Az 1936. évi berlini nyári olimpiai játékokon ezüstérmet szereztek, miután a döntőt 2–1-re elveszítették Olaszországgal szemben. Az osztrák válogatott, játékával lenyűgözte a világot. A rengeteg passzra, sok mozgásra épülő taktika a Wundermannschaft-Aranycsapat vonulat miatt kapta később a Dunai Iskola becenevet. A taktika a csapat mindenható menedzserét, Hugo Meislnek dicsérte, a csapat körüli mindenes szerepét is betöltő szakember vezette be a totális futball alapjaként is ismert játékrendszert az osztrák válogatottnál.
Az osztrák válogatott ezután kijutott az 1938-as világbajnokságra, de miután Ausztriát az Anschluss értelmében Németországhoz csatolták, nem vett részt a tornán. Március 28-án a FIFA-t értesítették, hogy az Osztrák labdarúgó-szövetség, mint önálló szervezet, megszűnt létezni, ennek ellenére 1938. április 3-án Ausztria–Németország mérkőzést rendeztek a bécsi Práterben. Szűk egy hónappal az Anschluss után Adolf Hitler parancsára az osztrák válogatottat feloszlatták és utasították a játékosokat, hogy utazzanak a német válogatott edzőtáborába. Egy erős, egyesített német válogatottat szerettek volna indítani a világbajnokságon, melyben az osztrák játékosok ugyanúgy helyet kapnak, azonban a német válogatott szövetségi kapitányának Sepp Herbergernek nagyon kevés ideje maradt, hogy előkészítse és egyesítse a különböző játékstílusokat. Néhány osztrák játékos, ha nehezen is, de eleget tett a kérésnek, azonban nem sok köszönet volt a játékukban, az 1938-as világbajnokság a német válogatott történetének legrosszabb tornája volt. Külön említést érdemel még Matthias Sindelar esete, akit hiába kértek több alkalommal is, hogy csatlakozzon, határozott nemmel utasította el a németeket. 1939. január 23-án barátnőjével egyetemben holtan találták a lakásában.

### A világháborút követően
A második világháború után Ausztria ismét elnyerte függetlenségét. Az osztrák válogatott történetének legjobb eredményét 1954-ben érte el, amikor a világbajnokság elődöntőjében ugyan 6–1-es vereséget szenvedett az NSZK-tól, de a harmadik helyért rendezett mérkőzésen 3–1 arányban legyőzte Uruguayt. Az 1958-as svédországi világbajnokságra szintén kijutottak, de a csoportkör után búcsúzni kényszerültek.
Ezután hosszú időszak következett eredménytelenül, egészen az 1978-as labdarúgó-világbajnokságig egyetlen rangos tornára sem sikerült kvalifikálniuk magukat.

### 1970-es, 1980-as évek
A Herbert Prohaska, Hans Krankl és Bruno Pezzey fémjelezte válogatott kijutott az 1978-as és az 1982-es világbajnokságra. Az 1978-as argentínai tornán az első csoportkör végén a csoportjukat megnyerve jutottak tovább a második csoportkörbe, ahol ugyan két vereséget követően biztosan az utolsó helyen végeztek, de sikerült legyőzniük és egyben elütniük a továbbjutástól a végső győzelemre is esélyesnek tartott NSZK-t 3–2 arányban. A mérkőzés azóta legendává vált és Cordobai csodaként lett elnevezve. Ezen a mérkőzésen Krankl kétszer is eredményes tudott lenni.
Az 1982-es világbajnokságra már némileg visszaesett a teljesítménye az osztrák csapatnak. A németekkel ismét egy csoportba kerültek és az egymással lejátszott mérkőzésükön– mely 1–0-s német győzelmet eredményezett– együttesen kiejtették Algériát. Történt mindez úgy, hogy nagyon jól tudták csak ebben az esetben juthat tovább mindkét csapat. Horst Hrubesch 10. percben szerzett találatát követően már nem is történt semmi érdemleges a mérkőzésen. A labdarúgás történetének egyik legnagyobb szégyeneként lett aposztrofálva a mérkőzés. Ezután döntöttek arról, hogy az utolsó csoportkör mérkőzéseit egy időpontban kell megrendezni.

### 1990-es évek

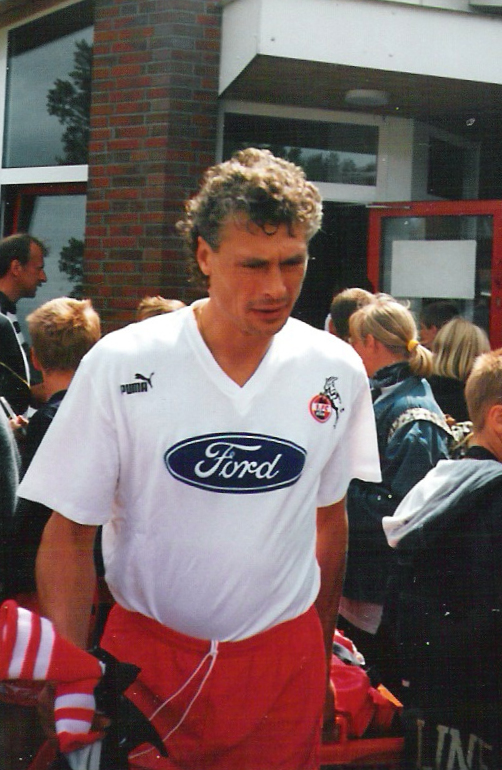
Toni Polster

A Toni Polster vezette Ausztria nyolc év után tért vissza a világbajnokság mezőnyébe. Az 1990-es világbajnokságon annak ellenére, hogy 2–1 arányban legyőzték az Egyesült Államok válogatottját már a csoportkör után kiestek. Az 1992-es labdarúgó-Európa-bajnokság selejtezőiben bombameglepetésre 1–0-s vereséget szenvedtek a Feröer-szigetek ellen. A mérkőzést a svédországi Landskronában rendezték, mivel Feröeren ekkor nem volt füves pálya. Minden bizonnyal ez osztrák válogatott történetének egyik legsötétebb napja.
Az 1998-as világbajnokságon B csoportba került az osztrák csapat Chile, Olaszország és Kamerun társaságában. Első mérkőzésüket Kamerun ellen játszották. Pierre Njanka góljával az afrikaiak szereztek vezetést, amire Toni Polster válaszolt a 91. percben. Chile ellen meglehetősen hasonló volt a forgatókönyv. Marcelo Salas révén a chileiek jutottak előnyhöz, majd érkezett a csereként beállt Ivica Vastić és egyenlített. Utolsó csoportmérkőzésükön Olaszországtól szenvedtek 2–1-es vereséget. Christian Vieri a 49., majd Roberto Baggio a 89. percben talált be, amire Andreas Herzog válaszolt büntetőből. Az osztrákok 2 ponttal zártak, ami kevés volt a továbbjutáshoz.

### 2000-es évek

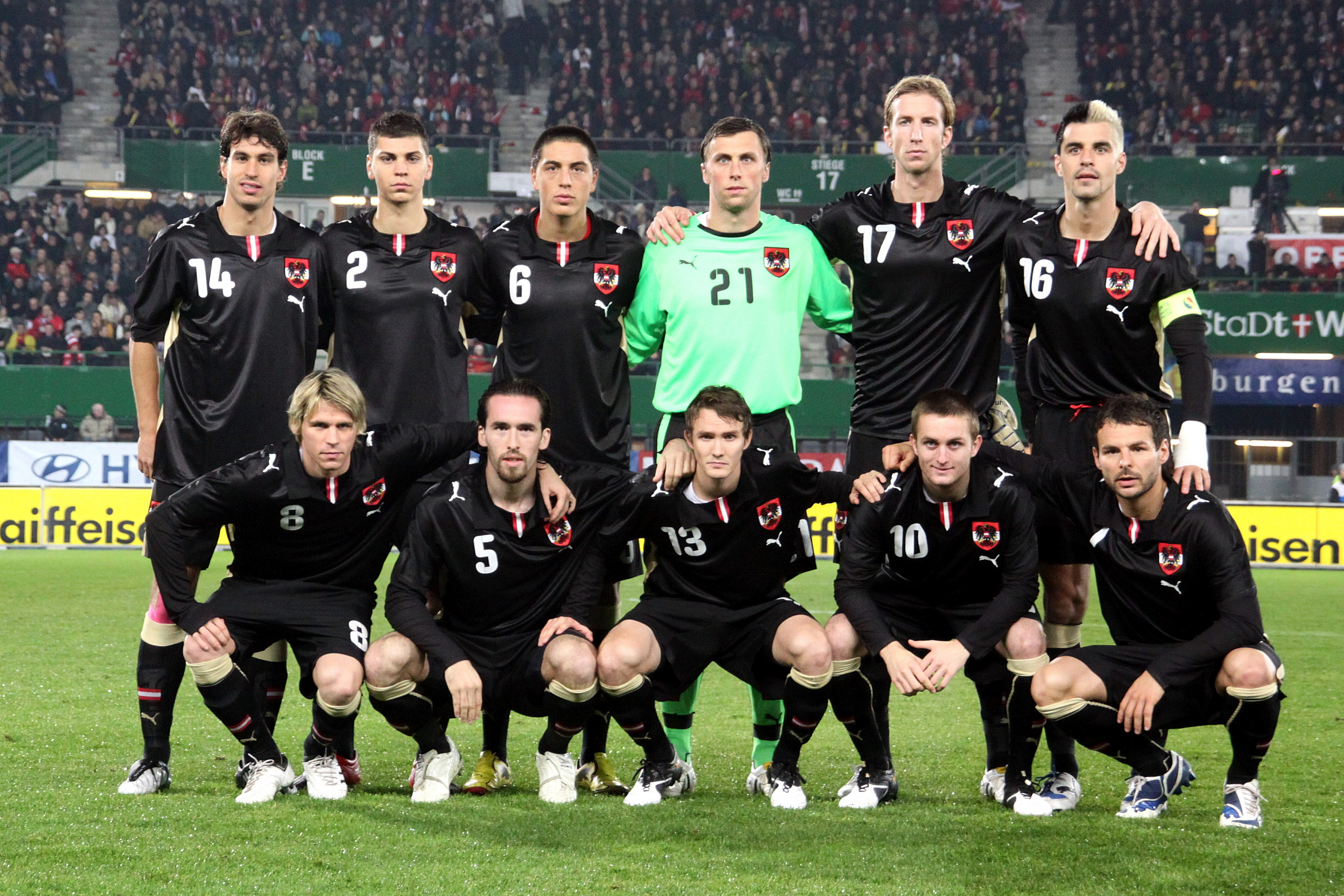
Ausztria labdarúgó-válogatottja a Spanyolország elleni mérkőzésen 2009.11.18-án.

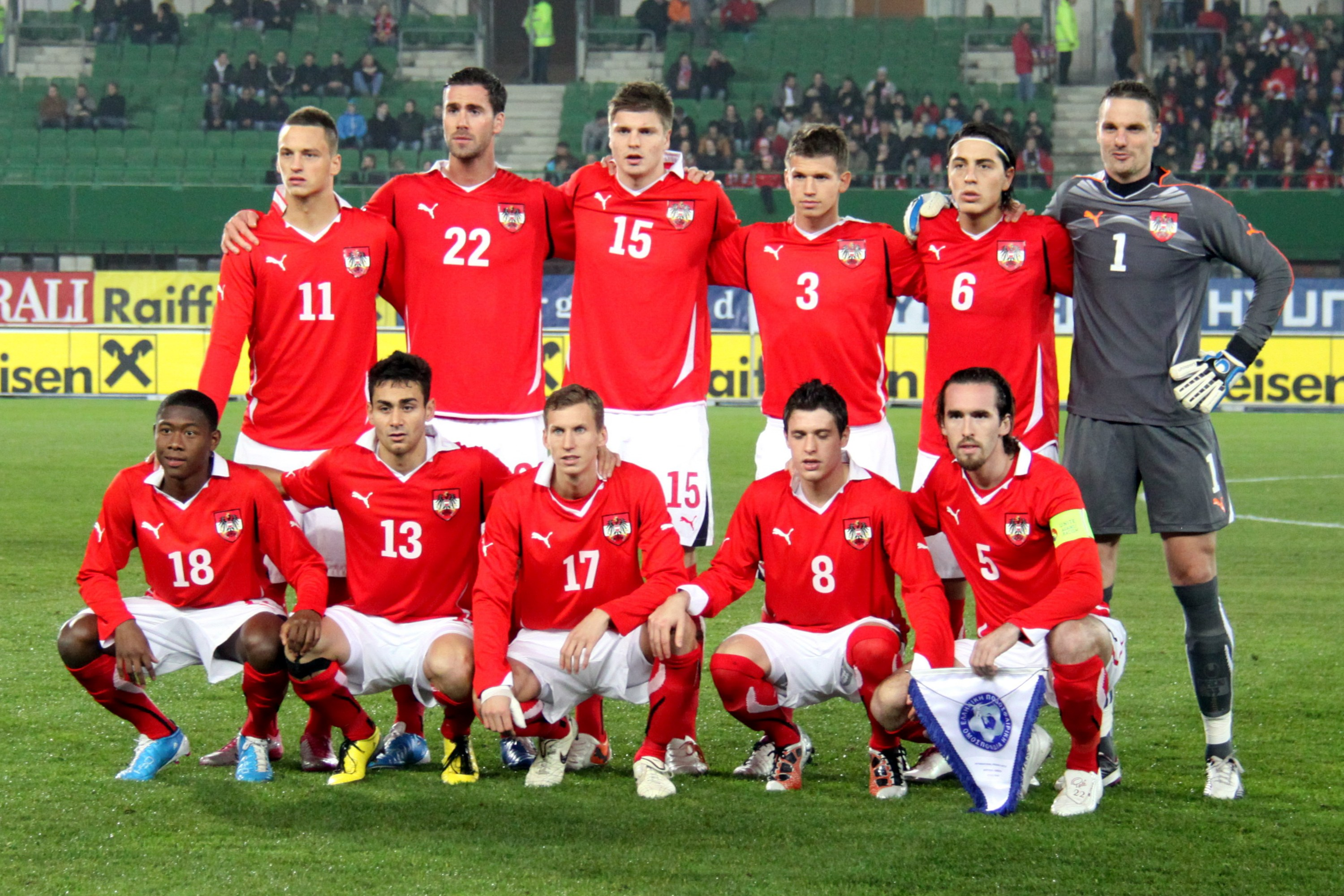
Ausztria labdarúgó-válogatottja 2010.03.03-án.

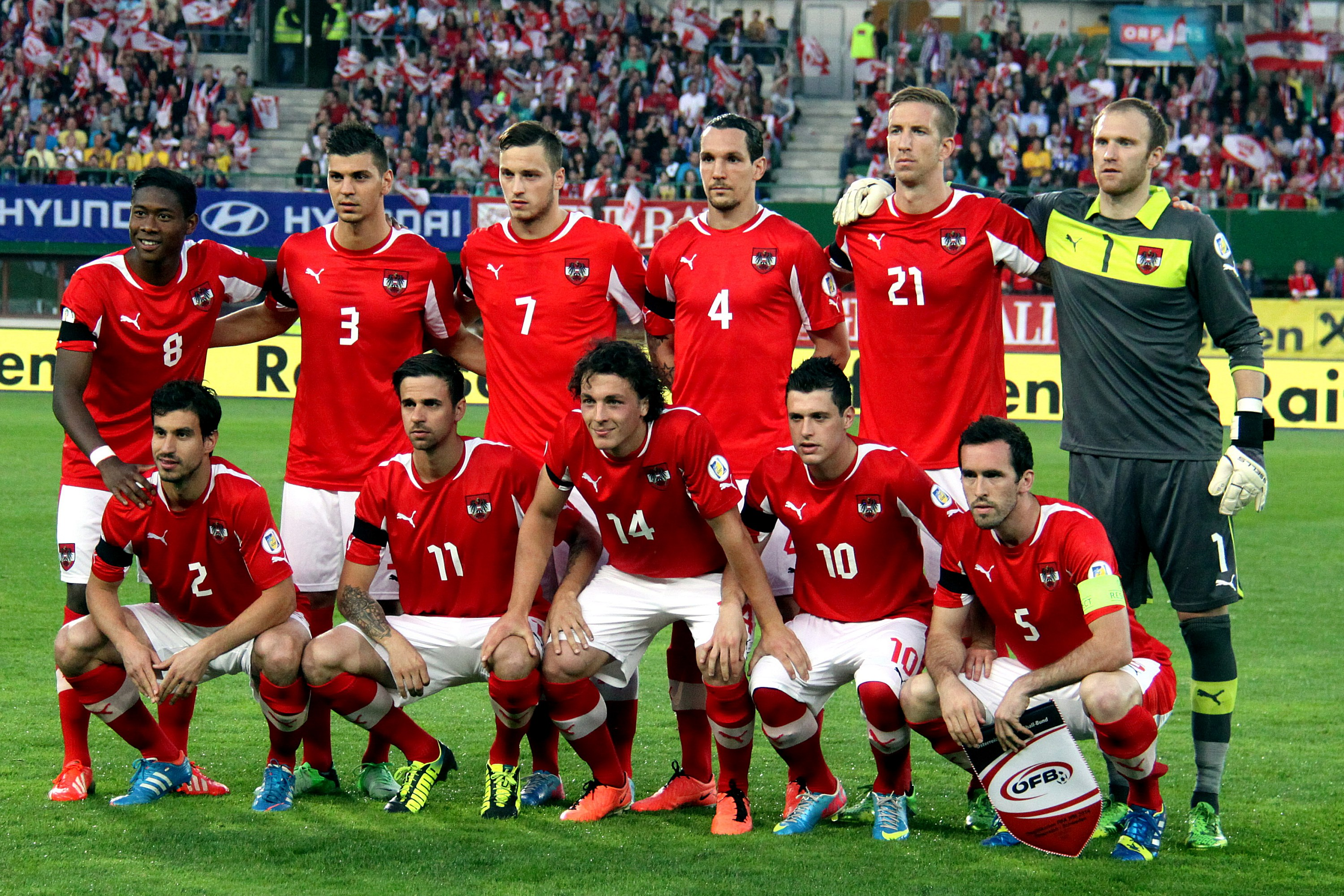
Ausztria labdarúgó-válogatottja a Svédország elleni mérkőzésen 2013.06.07-én.

Az 1998-as világbajnokságot követően a válogatott több meghatározó játékosa visszavonult. A nemzeti válogatott komoly változásokon ment keresztül. A következő világbajnokságról és Európa-bajnokságról lemaradtak és közben súlyos (a Feröeri vereségükkel megegyező), nagy különbségű vereségeket szenvedtek el: Spanyolországtól 9–0-ra, Izraeltől 5–0-ra kaptak ki 1999-ben.
2006-ban Josef Hickersberger lett a szövetségi kapitány, akinek az irányításával sikerült 2006 végén legyőzniük Svájcot, ezzel megszakítva egy rossz sorozatot.
A 2008-as labdarúgó-Európa-bajnokságon Ausztria társrendezőként, Svájc mellett automatikusan részt vett a tornán. A csoportkörben Horvátország, Lengyelország és Németország volt a három ellenfél. Azonban az automatikus részvételnek nem mindenki örült Ausztriában. Szurkolók egy csoportja kezdeményezést hozott létre, miszerint a gyenge játékerőt képviselő osztrák válogatott ne induljon el az Eb-n, ne rontsa el a rajongók örömét, pocsék játékával. A petíciót több, mint 10 000 szurkoló írta alá, de végül nem lett belőle semmi. A válogatott az előzetes várakozásokkal ellentétben helyt állva szerepelt. A horvátoktól 1–0-ra kaptak ki, a lengyelekkel 1–1-es döntetlent játszottak. A németek elleni mérkőzésen még volt esélyük akár a továbbjutásra is, de Michael Ballack szabadrúgásgóljával a németek nyertek 1–0 arányban.
A 2008-as Európa-bajnokságot követően Hickersberger lemondott, helyét a cseh válogatottól távozó Karel Brückner vette át. A 2010-es labdarúgó-világbajnokság selejtezőit vele kezdte meg a válogatott, de nyolc hónap elteltével 2009. márciusában leváltották, az új kapitány Didi Constantini lett. Annak ellenére, hogy Ausztriának még a pót selejtezőt érő pozíciót sem sikerült elérnie, Brückner irányítása alatt Franciaországot egy emlékezetes mérkőzésen legyőzte 3–1-re. A franciáknak ez volt az egyetlen vereségük a selejtezőkben.
A 2012-es labdarúgó-Európa-bajnokság selejtezőiben Németország, Törökország és Belgium mögött a negyedik helyen végzett.
A 2014-es labdarúgó-világbajnokság selejtezőiben Németország és Svédország mögött a harmadik helyen zárt.

### 2016-os Európa-bajnokság
A 2016-os Európa-bajnokság selejtezőinek G csoportjában egy Svédország elleni idegenbeli 1–1-s döntetlennel kezdtek. Mint utólag kiderült ez volt az egyetlen mérkőzés, melyen pontokat veszítettek, a hátralévő kilenc selejtezőt egyaránt megnyerték. Moldova ellen idegenben nyertek 2–1-re, Montenegrót és Oroszországot hazai pályán verték 1–0-ra, a gólokat Rubin Okotie szerezte. Ezt követte a Liechtenstein elleni idegenbeli 5–0-s győzelem. Oroszországot szintén idegenben győzték le 1–0-ra Marc Janko góljával. Moldova ellen Bécsben Zlatko Junuzović találatával szerezték meg a három pontot. Idegenben Svédországot 4–1-re, Montenegró pedig 3–2-re verték. Utolsó selejtezőjükön Liechtensteint hazai környezetben győzték le 3–0 arányban. A sorozatot 22 rúgott és 5 kapott góllal zárták.
Ausztria a 2016-os Európa-bajnokságon az F csoportba került a sorsolást követően Izland, Magyarország és Portugália mellé. Az első mérkőzésén Magyarország ellen 2–0-s vereséget szenvedett. Négy nappal később Portugáliát fogadta, a mérkőzés 0-0-s döntetlennel zárult. Az osztrák válogatott utolsó mérkőzésén Izlandtól kapott ki 2–1 arányban. A csoport utolsó helyén végzett és nem jutott tovább.

## Stadion

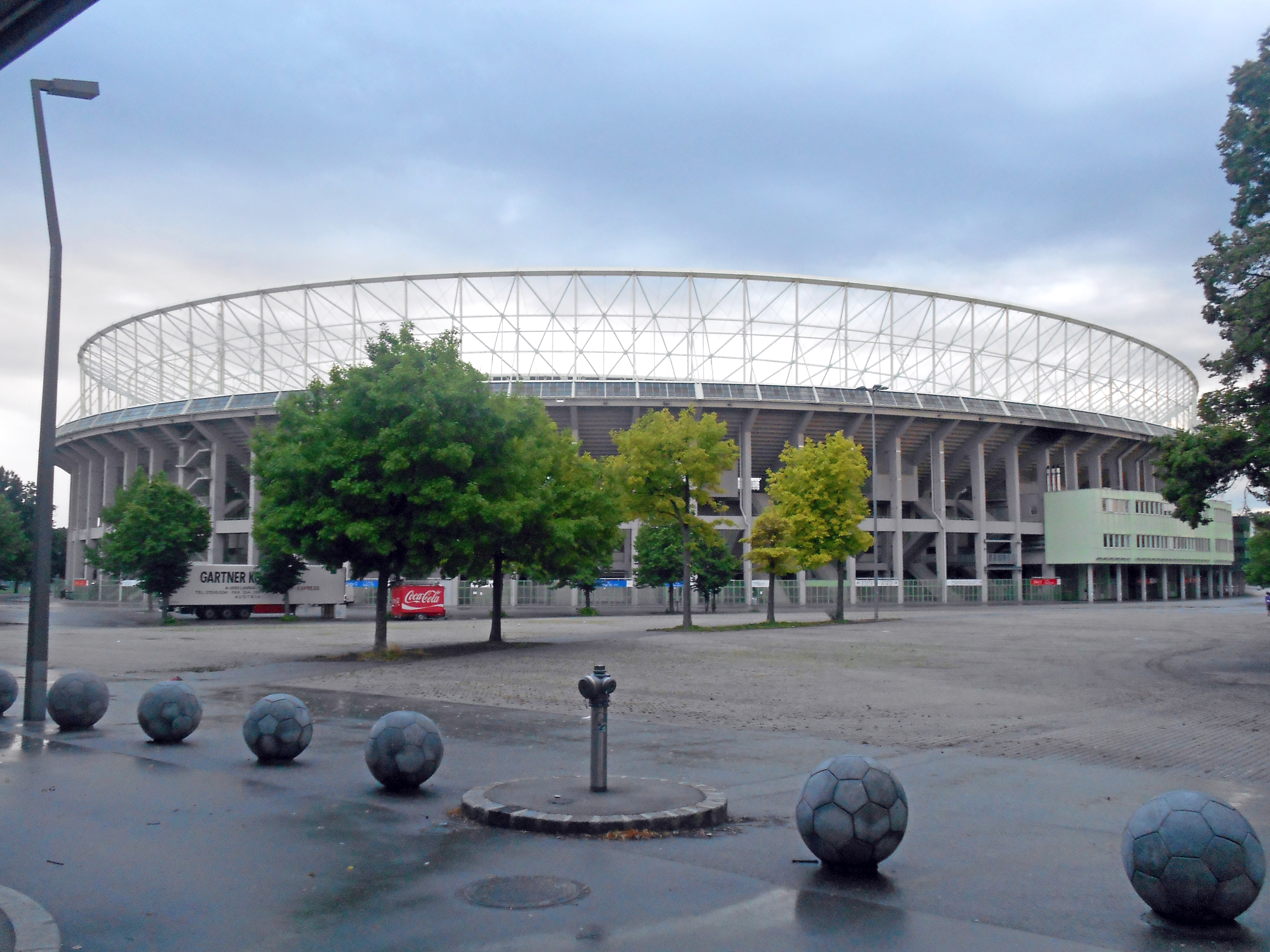
Ernst Happel Stadion

Az osztrák labdarúgó-válogatott első számú otthona az Ernst Happel Stadion (korábbi nevén: Práter Stadion), mely Bécsben a Práter nevezetű park közelében található.
Befogadóképessége 49 825 fő, mely egyike volt a Svájccal közösen megrendezett 2008-as labdarúgó-Európa-bajnokság helyszíneinek. A torna döntőjét is itt rendezték.
UEFA ötcsillagos besorolással Európa egyik legjobb és legmodernebb stadionja. Ez az egyetlen ötcsillagos labdarúgó-stadion, amely 50 000 nézőnél kevesebb befogadására alkalmas.

## Szerelés
Ausztria hazai szerelése hosszú időn keresztül a fehér mez, fekete nadrág, fekete sportszár volt, ugyanúgy, ahogy a német válogatottnál, annyi különbséggel, hogy a németek fehér sportszárat viselnek. A megkülönböztetés érdekében, 2004-ben Hans Krankl szövetségi kapitányként javasolta, hogy az első számú szerelés az osztrák zászló színeinek megfelelően piros mezből, fehér nadrágból és piros sportszárból álljon.
A mezekre nem a Labdarúgó-szövetség címere van felhímezve, hanem Ausztria címerállatának számító fekete egyfejű sas piros, fehér, piros pajzson.
Az osztrák válogatottat jelenleg a puma látja el sportszerekkel.
|  | 1978 | 1982 | 1990 | 1992 | 1998 | 2008 | 2010 | 2012 | 2014 |

## Nemzetközi eredmények
Labdarúgó-világbajnokság
- Bronzérmes: 1 alkalommal (1954)
- 4. helyezett: 1 alkalommal (1934)

 Olimpiai játékok
- Ezüstérmes: 1 alkalommal (1936)

Közép-európai kupa
- Bajnok: 1 alkalommal (1931–1932)
- Ezüstérmes: 2 alkalommal (1927–1930, 1933–1935)
- Bronzérmes: 2 alkalommal (1948–1953, 1954–1960)

### Világbajnokság
Bronzérem
      Negyedik hely
| Világbajnokság | Világbajnokság | Világbajnokság | Világbajnokság | Világbajnokság | Világbajnokság | Világbajnokság | Világbajnokság | Világbajnokság | Világbajnokság | Selejtezők        | Selejtezők | Selejtezők | Selejtezők | Selejtezők | Selejtezők | Selejtezők |        |
| Év             | Eredmény       | H.             | M              | Gy             | D              | V              | G+             | G–             | Keret          | H.                | M          | Gy         | D          | V          | G+         | G–         |        |
| -------------- | -------------- | -------------- | -------------- | -------------- | -------------- | -------------- | -------------- | -------------- | -------------- | ----------------- | ---------- | ---------- | ---------- | ---------- | ---------- | ---------- | ------ |
| 1930           | nem indult     | nem indult     | nem indult     | nem indult     | nem indult     | nem indult     | nem indult     | nem indult     | nem indult     | nem indult        | nem indult | nem indult | nem indult | nem indult | nem indult | nem indult |        |
| 1934           | Negyedik hely  | 4.             | 4              | 2              | 0              | 2              | 7              | 7              | Keret          | 2.                | 1          | 1          | 0          | 0          | 6          | 1          |        |
| 1938           | nem indult     | nem indult     | nem indult     | nem indult     | nem indult     | nem indult     | nem indult     | nem indult     | nem indult     | nem indult        | nem indult | nem indult | nem indult | nem indult | nem indult | nem indult |        |
| 1950           | nem indult     | nem indult     | nem indult     | nem indult     | nem indult     | nem indult     | nem indult     | nem indult     | nem indult     | nem indult        | nem indult | nem indult | nem indult | nem indult | nem indult | nem indult |        |
| 1954           | Bronzérem      | 3.             | 5              | 4              | 0              | 1              | 17             | 12             | Keret          | 1.                | 2          | 1          | 1          | 0          | 9          | 1          |        |
| 1958           | Csoportkör     | 15.            | 3              | 0              | 1              | 2              | 2              | 7              | Keret          | 1.                | 4          | 3          | 1          | 0          | 14         | 3          |        |
| 1962           | nem indult     | nem indult     | nem indult     | nem indult     | nem indult     | nem indult     | nem indult     | nem indult     | nem indult     | nem indult        | nem indult | nem indult | nem indult | nem indult | nem indult | nem indult |        |
| 1966           | nem jutott ki  | nem jutott ki  | nem jutott ki  | nem jutott ki  | nem jutott ki  | nem jutott ki  | nem jutott ki  | nem jutott ki  | nem jutott ki  | 3.                | 4          | 0          | 1          | 3          | 1          | 6          |        |
| 1970           | nem jutott ki  | nem jutott ki  | nem jutott ki  | nem jutott ki  | nem jutott ki  | nem jutott ki  | nem jutott ki  | nem jutott ki  | nem jutott ki  | 3.                | 6          | 3          | 0          | 3          | 12         | 7          |        |
| 1974           | nem jutott ki  | nem jutott ki  | nem jutott ki  | nem jutott ki  | nem jutott ki  | nem jutott ki  | nem jutott ki  | nem jutott ki  | nem jutott ki  | 2.                | 7          | 3          | 2          | 2          | 15         | 9          |        |
| 1978           | Középdöntő     | 7.             | 6              | 3              | 0              | 3              | 7              | 10             | Keret          | 1.                | 6          | 4          | 2          | 0          | 14         | 2          |        |
| 1982           | Középdöntő     | 8.             | 5              | 2              | 1              | 2              | 5              | 4              | Keret          | 2.                | 8          | 5          | 1          | 2          | 16         | 6          |        |
| 1986           | nem jutott ki  | nem jutott ki  | nem jutott ki  | nem jutott ki  | nem jutott ki  | nem jutott ki  | nem jutott ki  | nem jutott ki  | nem jutott ki  | 3.                | 6          | 3          | 1          | 2          | 9          | 8          |        |
| 1990           | Csoportkör     | 18.            | 3              | 1              | 0              | 2              | 2              | 3              | Keret          | 2.                | 8          | 3          | 3          | 2          | 9          | 9          |        |
| 1994           | nem jutott ki  | nem jutott ki  | nem jutott ki  | nem jutott ki  | nem jutott ki  | nem jutott ki  | nem jutott ki  | nem jutott ki  | nem jutott ki  | 4.                | 10         | 3          | 2          | 5          | 15         | 16         |        |
| 1998           | Csoportkör     | 23.            | 3              | 0              | 2              | 1              | 3              | 4              | Keret          | 1.                | 10         | 8          | 1          | 1          | 17         | 4          |        |
| 2002           | nem jutott ki  | nem jutott ki  | nem jutott ki  | nem jutott ki  | nem jutott ki  | nem jutott ki  | nem jutott ki  | nem jutott ki  | nem jutott ki  | 2. (pótselejtező) | 10         | 4          | 3          | 3          | 10         | 14         |        |
| 2006           | nem jutott ki  | nem jutott ki  | nem jutott ki  | nem jutott ki  | nem jutott ki  | nem jutott ki  | nem jutott ki  | nem jutott ki  | nem jutott ki  | 3.                | 10         | 4          | 3          | 3          | 15         | 12         |        |
| 2010           | nem jutott ki  | nem jutott ki  | nem jutott ki  | nem jutott ki  | nem jutott ki  | nem jutott ki  | nem jutott ki  | nem jutott ki  | nem jutott ki  | 3.                | 10         | 4          | 2          | 4          | 14         | 15         |        |
| 2014           | nem jutott ki  | nem jutott ki  | nem jutott ki  | nem jutott ki  | nem jutott ki  | nem jutott ki  | nem jutott ki  | nem jutott ki  | nem jutott ki  | 3.                | 10         | 5          | 2          | 3          | 20         | 10         |        |
| 2018           | nem jutott ki  | nem jutott ki  | nem jutott ki  | nem jutott ki  | nem jutott ki  | nem jutott ki  | nem jutott ki  | nem jutott ki  | nem jutott ki  | 4.                | 10         | 4          | 3          | 3          | 14         | 12         |        |
| 2022           | nem jutott ki  | nem jutott ki  | nem jutott ki  | nem jutott ki  | nem jutott ki  | nem jutott ki  | nem jutott ki  | nem jutott ki  | nem jutott ki  | 4. (pótselejtező) | 11         | 5          | 1          | 5          | 20         | 19         |        |
| 2026           | később         | később         | később         | később         | később         | később         | később         | később         | később         | később            | később     | később     | később     | később     | később     | később     | később |
| 2030           | később         | később         | később         | később         | később         | később         | később         | később         | később         | később            | később     | később     | később     | később     | később     | később     | később |
| 2034           | később         | később         | később         | később         | később         | később         | később         | később         | később         | később            | később     | később     | később     | később     | később     | később     | később |
| Összesen       |                | 7/22           | 29             | 12             | 4              | 13             | 43             | 47             | –              | Összesen          | 134        | 64         | 29         | 41         | 232        | 155        |        |

### Európa-bajnokság
Egészben vagy részben hazai rendezésű
| Európa-bajnokság | Európa-bajnokság | Európa-bajnokság | Európa-bajnokság | Európa-bajnokság | Európa-bajnokság | Európa-bajnokság | Európa-bajnokság | Európa-bajnokság | Európa-bajnokság | Selejtezők                         | Selejtezők                         | Selejtezők                         | Selejtezők                         | Selejtezők                         | Selejtezők                         | Selejtezők                         |        |
| Év               | Eredmény         | H.               | M                | Gy               | D                | V                | G+               | G–               | Keret            | H.                                 | M                                  | Gy                                 | D                                  | V                                  | G+                                 | G–                                 |        |
| ---------------- | ---------------- | ---------------- | ---------------- | ---------------- | ---------------- | ---------------- | ---------------- | ---------------- | ---------------- | ---------------------------------- | ---------------------------------- | ---------------------------------- | ---------------------------------- | ---------------------------------- | ---------------------------------- | ---------------------------------- | ------ |
| 1960             | nem jutott ki    | nem jutott ki    | nem jutott ki    | nem jutott ki    | nem jutott ki    | nem jutott ki    | nem jutott ki    | nem jutott ki    | nem jutott ki    | Negyeddöntő                        | 4                                  | 2                                  | 0                                  | 2                                  | 10                                 | 11                                 |        |
| 1964             | nem jutott ki    | nem jutott ki    | nem jutott ki    | nem jutott ki    | nem jutott ki    | nem jutott ki    | nem jutott ki    | nem jutott ki    | nem jutott ki    | Nyolcaddöntő                       | 2                                  | 0                                  | 1                                  | 1                                  | 2                                  | 3                                  |        |
| 1968             | nem jutott ki    | nem jutott ki    | nem jutott ki    | nem jutott ki    | nem jutott ki    | nem jutott ki    | nem jutott ki    | nem jutott ki    | nem jutott ki    | 3.                                 | 5                                  | 2                                  | 1                                  | 2                                  | 7                                  | 9                                  |        |
| 1972             | nem jutott ki    | nem jutott ki    | nem jutott ki    | nem jutott ki    | nem jutott ki    | nem jutott ki    | nem jutott ki    | nem jutott ki    | nem jutott ki    | 2.                                 | 6                                  | 3                                  | 1                                  | 2                                  | 14                                 | 6                                  |        |
| 1976             | nem jutott ki    | nem jutott ki    | nem jutott ki    | nem jutott ki    | nem jutott ki    | nem jutott ki    | nem jutott ki    | nem jutott ki    | nem jutott ki    | 3.                                 | 6                                  | 3                                  | 1                                  | 2                                  | 11                                 | 7                                  |        |
| 1980             | nem jutott ki    | nem jutott ki    | nem jutott ki    | nem jutott ki    | nem jutott ki    | nem jutott ki    | nem jutott ki    | nem jutott ki    | nem jutott ki    | 2.                                 | 8                                  | 4                                  | 3                                  | 1                                  | 14                                 | 7                                  |        |
| 1984             | nem jutott ki    | nem jutott ki    | nem jutott ki    | nem jutott ki    | nem jutott ki    | nem jutott ki    | nem jutott ki    | nem jutott ki    | nem jutott ki    | 3.                                 | 8                                  | 4                                  | 1                                  | 3                                  | 15                                 | 10                                 |        |
| 1988             | nem jutott ki    | nem jutott ki    | nem jutott ki    | nem jutott ki    | nem jutott ki    | nem jutott ki    | nem jutott ki    | nem jutott ki    | nem jutott ki    | 3.                                 | 6                                  | 2                                  | 1                                  | 3                                  | 6                                  | 9                                  |        |
| 1992             | nem jutott ki    | nem jutott ki    | nem jutott ki    | nem jutott ki    | nem jutott ki    | nem jutott ki    | nem jutott ki    | nem jutott ki    | nem jutott ki    | 4.                                 | 8                                  | 1                                  | 1                                  | 6                                  | 6                                  | 14                                 |        |
| 1996             | nem jutott ki    | nem jutott ki    | nem jutott ki    | nem jutott ki    | nem jutott ki    | nem jutott ki    | nem jutott ki    | nem jutott ki    | nem jutott ki    | 4.                                 | 10                                 | 5                                  | 1                                  | 4                                  | 29                                 | 14                                 |        |
| 2000             | nem jutott ki    | nem jutott ki    | nem jutott ki    | nem jutott ki    | nem jutott ki    | nem jutott ki    | nem jutott ki    | nem jutott ki    | nem jutott ki    | 3.                                 | 8                                  | 4                                  | 1                                  | 3                                  | 19                                 | 20                                 |        |
| 2004             | nem jutott ki    | nem jutott ki    | nem jutott ki    | nem jutott ki    | nem jutott ki    | nem jutott ki    | nem jutott ki    | nem jutott ki    | nem jutott ki    | 3.                                 | 8                                  | 3                                  | 0                                  | 5                                  | 12                                 | 14                                 |        |
| 2008             | Csoportkör       | 13.              | 3                | 0                | 1                | 2                | 1                | 3                | Keret            | rendezőként automatikusan kijutott | rendezőként automatikusan kijutott | rendezőként automatikusan kijutott | rendezőként automatikusan kijutott | rendezőként automatikusan kijutott | rendezőként automatikusan kijutott | rendezőként automatikusan kijutott |        |
| 2012             | nem jutott ki    | nem jutott ki    | nem jutott ki    | nem jutott ki    | nem jutott ki    | nem jutott ki    | nem jutott ki    | nem jutott ki    | nem jutott ki    | 4.                                 | 10                                 | 3                                  | 3                                  | 4                                  | 16                                 | 17                                 |        |
| 2016             | Csoportkör       | 22.              | 3                | 0                | 1                | 2                | 1                | 4                | Keret            | 1.                                 | 10                                 | 9                                  | 1                                  | 0                                  | 22                                 | 5                                  |        |
| 2020             | Nyolcaddöntő     | 12.              | 4                | 2                | 0                | 2                | 5                | 5                | Keret            | 2.                                 | 10                                 | 6                                  | 1                                  | 3                                  | 19                                 | 9                                  |        |
| 2024             | Nyolcaddöntő     | 9.               | 4                | 2                | 0                | 2                | 7                | 6                | Keret            | 2.                                 | 10                                 | 6                                  | 1                                  | 1                                  | 17                                 | 7                                  |        |
| 2028             | később           | később           | később           | később           | később           | később           | később           | később           | később           | később                             | később                             | később                             | később                             | később                             | később                             | később                             | később |
| 2032             | később           | később           | később           | később           | később           | később           | később           | később           | később           | később                             | később                             | később                             | később                             | később                             | később                             | később                             | később |
| Összesen         |                  | 4/17             | 14               | 4                | 2                | 8                | 14               | 18               | –                | Összesen                           | 119                                | 57                                 | 18                                 | 42                                 | 219                                | 162                                |        |

### UEFA Nemzetek Ligája
| Csoportkör / Negyeddöntő / Osztályozó | Csoportkör / Negyeddöntő / Osztályozó | Csoportkör / Negyeddöntő / Osztályozó | Csoportkör / Negyeddöntő / Osztályozó | Csoportkör / Negyeddöntő / Osztályozó | Csoportkör / Negyeddöntő / Osztályozó | Csoportkör / Negyeddöntő / Osztályozó | Csoportkör / Negyeddöntő / Osztályozó | Csoportkör / Negyeddöntő / Osztályozó | Csoportkör / Negyeddöntő / Osztályozó | Csoportkör / Negyeddöntő / Osztályozó | Csoportkör / Negyeddöntő / Osztályozó | Egyenes kieséses szakasz | Egyenes kieséses szakasz | Egyenes kieséses szakasz | Egyenes kieséses szakasz | Egyenes kieséses szakasz | Egyenes kieséses szakasz | Egyenes kieséses szakasz | Egyenes kieséses szakasz | Egyenes kieséses szakasz |
| Szezon                                | Liga                                  | Csoport                               | H                                     | M                                     | Gy                                    | D                                     | V                                     | G+                                    | G–                                    | Feljutás/kiesés                       | Helyezés                              | Év                       | Eredmény                 | M                        | Gy                       | D                        | V                        | G+                       | G–                       | Keret                    |
| ------------------------------------- | ------------------------------------- | ------------------------------------- | ------------------------------------- | ------------------------------------- | ------------------------------------- | ------------------------------------- | ------------------------------------- | ------------------------------------- | ------------------------------------- | ------------------------------------- | ------------------------------------- | ------------------------ | ------------------------ | ------------------------ | ------------------------ | ------------------------ | ------------------------ | ------------------------ | ------------------------ | ------------------------ |
| 2018–19                               | B                                     | 3.                                    | 2.                                    | 4                                     | 2                                     | 1                                     | 1                                     | 3                                     | 2                                     | Állandó                               | 18.                                   | 2019                     | nem jutott be            | nem jutott be            | nem jutott be            | nem jutott be            | nem jutott be            | nem jutott be            | nem jutott be            | nem jutott be            |
| 2020–21                               | B                                     | 1.                                    | 1.                                    | 6                                     | 4                                     | 1                                     | 1                                     | 9                                     | 6                                     | Növekedés                             | 18.                                   | 2021                     | nem jutott be            | nem jutott be            | nem jutott be            | nem jutott be            | nem jutott be            | nem jutott be            | nem jutott be            | nem jutott be            |
| 2022–23                               | A                                     | 1.                                    | 4.                                    | 6                                     | 1                                     | 1                                     | 4                                     | 6                                     | 10                                    | Csökkenés                             | 13.                                   | 2023                     | nem jutott be            | nem jutott be            | nem jutott be            | nem jutott be            | nem jutott be            | nem jutott be            | nem jutott be            | nem jutott be            |
| 2024–25                               | B                                     | 3.                                    | 2.                                    | 8                                     | 3                                     | 3                                     | 2                                     | 15                                    | 8                                     | Állandó                               | 23.                                   | 2025                     | nem jutott be            | nem jutott be            | nem jutott be            | nem jutott be            | nem jutott be            | nem jutott be            | nem jutott be            | nem jutott be            |
| 2026–27                               | B                                     |                                       |                                       |                                       |                                       |                                       |                                       |                                       |                                       |                                       |                                       | 2027                     | nem jutott be            | nem jutott be            | nem jutott be            | nem jutott be            | nem jutott be            | nem jutott be            | nem jutott be            | nem jutott be            |
| Összesen                              | Összesen                              | Összesen                              | Összesen                              | 24                                    | 10                                    | 6                                     | 8                                     | 33                                    | 26                                    |                                       |                                       |                          | 0/5                      | –                        | –                        | –                        | –                        | –                        | –                        | –                        |

## Játékosok

### Játékoskeret
Az osztrák válogatott kerete a 2020-as labdarúgó-Európa-bajnokság mérkőzéseire. 
2021. június 21-i  Ukrajna elleni mérkőzés után lett frissítve. 
| Szám          | Poszt           | Név                   | Születési dátum (kor)          | Válogatottság   | Gólok           | Klub                                  |                 |
| ------------- | --------------- | --------------------- | ------------------------------ | --------------- | --------------- | ------------------------------------- | --------------- |
|               |                 |                       |                                |                 |                 |                                       |                 |
| Kapusok       |                 |                       |                                |                 |                 |                                       |                 |
| 1             | kapus           | Alexander Schlager    | 1996. február 1. (29 éves)     | 6               | 0               | LASK Linz                             |                 |
| 12            | kapus           | Pavao Pervan          | 1987. november 13. (37 éves)   | 7               | 0               | VfL Wolfsburg                         |                 |
| 13            | kapus           | Daniel Bachmann       | 1994. július 9. (31 éves)      | 5               | 0               | Watford                               |                 |
| Védők         |                 |                       |                                |                 |                 |                                       |                 |
| 2             | hátvéd          | Andreas Ulmer         | 1985. október 30. (39 éves)    | 26              | 0               | FC Red Bull Salzburg                  |                 |
| 3             | hátvéd          | Aleksandar Dragović   | 1991. március 6. (34 éves)     | 93              | 2               | Bayer 04 Leverkusen                   |                 |
| 4             | hátvéd          | Martin Hinteregger    | 1992. szeptember 7. (32 éves)  | 58              | 4               | Eintracht Frankfurt                   |                 |
| 5             | hátvéd          | Stefan Posch          | 1997. május 14. (28 éves)      | 11              | 1               | TSG 1899 Hoffenheim                   |                 |
| 8             | hátvéd          | David Alaba           | 1992. június 24. (33 éves)     | 84              | 14              | Real Madrid                           |                 |
| 15            | hátvéd          | Philipp Lienhart      | 1996. július 11. (29 éves)     | 6               | 0               | SC Freiburg                           |                 |
| 21            | hátvéd          | Stefan Lainer         | 1992. augusztus 27. (32 éves)  | 32              | 2               | Borussia Mönchengladbach              |                 |
| 26            | hátvéd          | Marco Friedl          | 1998. március 16. (27 éves)    | 3               | 0               | SV Werder Bremen                      |                 |
| Középpályások |                 |                       |                                |                 |                 |                                       |                 |
| 6             | középpályás     | Stefan Ilsanker       | 1989. május 18. (36 éves)      | 53              | 0               | Eintracht Frankfurt                   |                 |
| 10            | középpályás     | Florian Grillitsch    | 1995. augusztus 7. (29 éves)   | 25              | 1               | TSG 1899 Hoffenheim                   |                 |
| 14            | középpályás     | Julian Baumgartlinger | 1988. január 2. (37 éves)      | 84              | 2               | Bayer Leverkusen                      |                 |
| 17            | középpályás     | Louis Schaub          | 1994. december 29. (30 éves)   | 21              | 6               | FC Luzern (kölcsönben)                |                 |
| 18            | középpályás     | Alessandro Schöpf     | 1994. február 7. (31 éves)     | 27              | 5               | FC Schalke 04                         |                 |
| 19            | középpályás     | Christoph Baumgartner | 1999. augusztus 1. (25 éves)   | 13              | 3               | TSG 1899 Hoffenheim                   |                 |
| 22            | középpályás     | Valentino Lazaro      | 1996. március 24. (29 éves)    | 32              | 3               | Borussia Mönchengladbach (kölcsönben) |                 |
| 23            | középpályás     | Xaver Schlager        | 1997. szeptember 28. (27 éves) | 23              | 1               | VfL Wolfsburg                         |                 |
| 24            | középpályás     | Konrad Laimer         | 1994. december 29. (30 éves)   | 12              | 1               | RB Leipzig                            |                 |
| Támadók       |                 |                       |                                |                 |                 |                                       |                 |
| 7             | csatár          | Marko Arnautović      | 1989. április 19. (36 éves)    | 90              | 27              | Shanghai SIPG                         |                 |
| 9             | csatár          | Marcel Sabitzer       | 1994. március 17. (31 éves)    | 53              | 8               | RB Leipzig                            |                 |
| 11            | csatár          | Michael Gregoritsch   | 1994. április 18. (31 éves)    | 28              | 5               | FC Augsburg                           |                 |
| 20            | csatár          | Karim Onisiwo         | 1992. március 17. (33 éves)    | 11              | 1               | 1. FSV Mainz 05                       |                 |
| 25            | csatár          | Saša Kalajdžić        | 1997. július 7. (28 éves)      | 10              | 3               | VfB Stuttgart                         |                 |
| -             | Bő keret tagjai | Bő keret tagjai       | Bő keret tagjai                | Bő keret tagjai | Bő keret tagjai | Bő keret tagjai                       | Bő keret tagjai |
| -             | kapus           | Heinz Lindner         | 1990. július 17. (35 éves)     | 28              | 0               | FC Basel                              |                 |
| -             | kapus           | Jörg Siebenhandl      | 1990. január 18. (35 éves)     | 2               | 0               | Sturm Graz                            |                 |
| -             | kapus           | Cican Stankovic       | 1992. november 4. (32 éves)    | 4               | 0               | Red Bull Salzburg                     |                 |
| -             | hátvéd          | Phillipp Mwene        | 1994. január 29. (31 éves)     | -               | -               | 1. FSV Mainz 05                       |                 |
| -             | hátvéd          | Gernot Trauner        | 1992. március 25. (33 éves)    | 5               | 1               | LASK Linz                             |                 |
| -             | hátvéd          | Maximilian Wöber      | 1998. február 4. (27 éves)     | 6               | 0               | Red Bull Salzburg                     |                 |
| -             | hátvéd          | Philipp Wiesinger     | 1994. május 23. (31 éves)      | 1               | 1               | LASK Linz                             |                 |
| -             | hátvéd          | Maximilian Ullmann    | 1996. június 17. (29 éves)     | -               | -               | Rapid Wien                            |                 |
| -             | hátvéd          | Albert Vallci         | 1995. július 2. (30 éves)      | -               | -               | Red Bull Salzburg                     |                 |
| -             | középpályás     | Husein Balić          | 1996. február 15. (29 éves)    | 1               | -               | LASK Linz                             |                 |
| -             | középpályás     | Reinhold Ranftl       | 1992. január 24. (33 éves)     | 6               | -               | LASK Linz                             |                 |
| -             | középpályás     | Yusuf Demir           | 2003. június 24. (22 éves)     | 1               | -               | Rapid Wien                            |                 |
| -             | középpályás     | Jakob Jantscher       | 1989. január 8. (36 éves)      | 23              | 1               | Sturm Graz                            |                 |
| -             | középpályás     | Peter Žulj            | 1993. június 9. (32 éves)      | 11              | -               | Göztepe                               |                 |
| -             | középpályás     | Stefan Hierländer     | 1991. február 3. (34 éves)     | 11              | -               | Sturm Graz                            |                 |
| -             | középpályás     | Raphael Holzhauser    | 1993. február 16. (32 éves)    | 2               | -               | Beerschot                             |                 |
| -             | középpályás     | Thomas Goiginger      | 1993. március 15. (32 éves)    | 1               | -               | LASK Linz                             |                 |
| -             | középpályás     | Stefan Schwab         | 1990. szeptember 27. (34 éves) | 1               | -               | PAÓK                                  |                 |
| -             | középpályás     | Dejan Ljubicic        | 1997. október 8. (27 éves)     | -               | -               | Rapid Wien                            |                 |
| -             | középpályás     | Florian Kainz         | 1992. október 24. (32 éves)    | 16              | -               | 1. FC Köln                            |                 |
| -             | csatár          | Adrian Grbić          | 1996. augusztus 4. (28 éves)   | 9               | 4               | FC Lorient                            |                 |
| -             | csatár          | Ercan Kara            | 1996. január 3. (29 éves)      | 1               | 0               | SK Rapid Wien                         |                 |
| -             | csatár          | Christoph Monschein   | 1992. október 22. (32 éves)    | 1               | 0               | Austria Wien                          |                 |

### Legtöbb válogatottság
Az adatok 2021. március 27. állapotoknak felelnek meg.
- A még aktív játékosok (félkövérrel) vannak megjelölve.

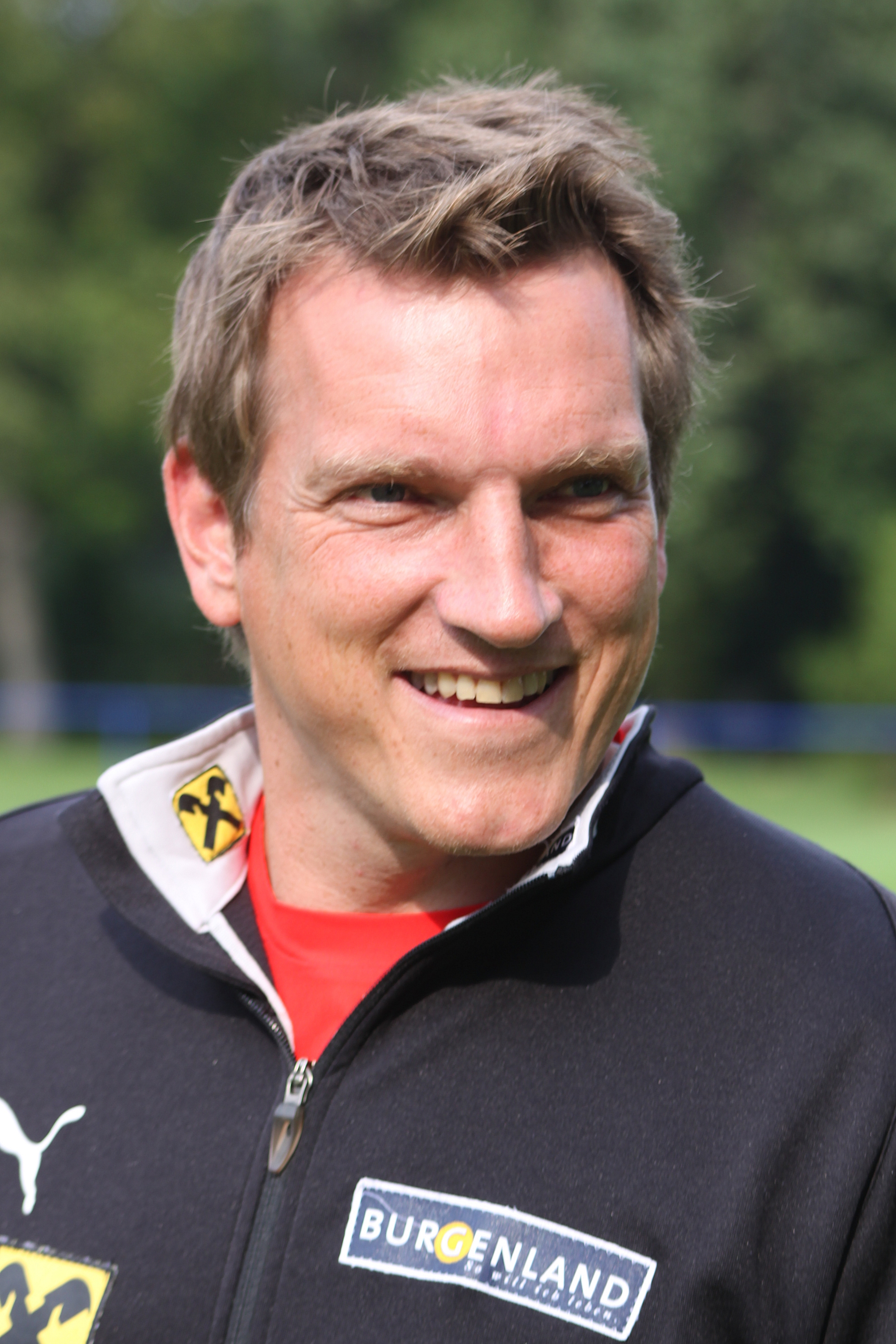
Andreas Herzog a válogatottsági csúcstartó 103 mérkőzéssel.

| #  | Név                   | Időszak   | Vál. | Gólok |
| -- | --------------------- | --------- | ---- | ----- |
| 1  | Andreas Herzog        | 1988–2003 | 103  | 26    |
| 2  | Toni Polster          | 1982–2000 | 95   | 44    |
| 3  | Gerhard Hanappi       | 1948–1964 | 93   | 12    |
| 4  | Marko Arnautović      | 2008–     | 87   | 26    |
| 4  | Aleksandar Dragović   | 2009–     | 87   | 1     |
| 6  | Karl Koller           | 1952–1965 | 85   | 5     |
| 7  | Bruno Pezzey          | 1975–1990 | 84   | 9     |
| 8  | Herbert Prohaska      | 1974–1989 | 83   | 10    |
| 9  | Julian Baumgartlinger | 2009–     | 82   | 1     |
| 10 | Friedrich Koncilia    | 1970–1985 | 82   | 0     |

### Legtöbb gólt szerző játékosok

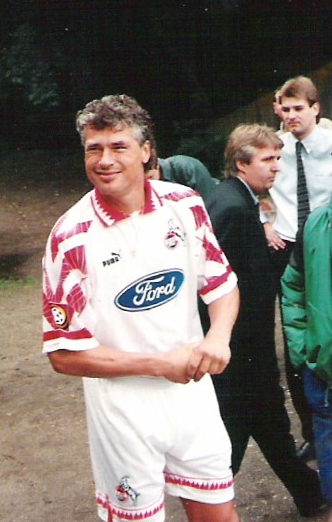
Anton "Toni" Polster 44 góljával jelenleg az osztrák válogatott történetének legeredményesebb játékosa.

| #  | Név               | Időszak   | Gólok | Vál. | Átlag |
| -- | ----------------- | --------- | ----- | ---- | ----- |
| 1  | Toni Polster      | 1982–2000 | 44    | 95   | 0.46  |
| 2  | Hans Krankl       | 1973–1985 | 34    | 69   | 0.49  |
| 3  | Johann Horvath    | 1924–1934 | 29    | 46   | 0.63  |
| 4  | Erich Hof         | 1957–1968 | 28    | 37   | 0.76  |
| 4  | Marc Janko        | 2006–2019 | 28    | 70   | 0.40  |
| 6  | Anton Schall      | 1927–1934 | 27    | 28   | 0.96  |
| 7  | Matthias Sindelar | 1926–1937 | 27    | 43   | 0.79  |
| 8  | Andreas Herzog    | 1988–2003 | 26    | 103  | 0.25  |
| 9  | Marko Arnautović  | 2008–     | 26    | 87   | 0.30  |
| 10 | Karl Zischek      | 1931–1945 | 24    | 40   | 0.60  |

### Ismertebb játékosok
| - Harald Cerny - Wolfgang Feiersinger - Garics György - Andreas Ibertsberger - Andreas Ivanschitz - Hans Krankl - Dietmar Kühbauer - Gerhard Hanappi - Ernst Happel - Peter Stöger |  | - Andreas Herzog - Anton Pfeffer - Toni Polster - Erich Probst - Herbert Prohaska - Matthias Sindelar - Ivica Vastić - Michael Konsel - Roland Kollmann - Johann Studnicka - David Alaba |  |